# Kiely Williams
Kiely Alexis Williams (nasceu em 9 de julho de 1986 em Alexandria, Virginia) é uma atriz, cantora e compositora que se tornou mais notada por participar do grupo The Cheetah Girls e atuar na série de filmes da Disney do mesmo nome. Kiely foi também integrante do 3LW na sua adolescência.

## Biografia e carreira

### 1986-1998: Nascimento e crescimento
Nasceu em 9 de Julho de 1986 Kiely Alexis Williams. Natural de Alexandria, Virginia, ela cresceu em New Jersey. A mãe biológia de Kiely morreu quando ela tinha apenas 7 meses. Foi então que sua meia irmã mais velha, Michele Williams, virou sua guardiã legal e começou a criar como sua própria filha. As irmãs de Kiely, Michele e Tse Williams, são executivas do mundo da música, o que a fez crescer cercada por músicos e cantores.

### 1999-2006: 3LW
Logo na pré-adolescência, incentivada pelos artistas que cresceu assistindo cantar e dançar de perto, Kiely resolveu que queria fazer tudo aquilo também. Sua mãe e sua irmã decidiram então investir em um girl group onde Kiely seria a vocalista. Aos 13 anos, no fim dos anos 90, Williams se juntou a Adrienne Bailon e Naturi Naughton formando o grupo 3LW. Logo com seu primeiro single, "No More", o grupo fez sucesso, ganhando notoriedade no territóreo norte-americano e chegando ao 23º lugar do Billboard Hot 100 e ao 6º lugar do UK Single Charts. No mesmo ano elas lançaram seu primeiro álbum, que vendeu mais de 1 milhão de cópias. 
Com o sucesso do grupo, a MTV as convidou para a turnê nacional do TRL, que também contou com artistas como Destiny's Child, Nelly, Eve e Jessica Simpson. Elas ainda participaram do projeto "What More Can I Give" de Michael Jackson, um feito surpreendente para tão pouco tempo de carreira.
No ano de 2002, o grupo se preparava para lançar seu segundo álbum quando Naturi deixou o grupo, alegando desentendimento com as irmãs Williams, empresárias do grupo, e acusando Kiely de tê-la agredido jogando comida. A saída polêmica logo depois do lançamento do single "I Do" fez o desempenho do grupo cair consideravelmente. 3LW adiou, mas lançou o segundo álbum, que ainda incluia fotos e vocais de Naturi, mesmo tendo só duas integrantes nesse momento. O álbum teve um desempenho fraco e o grupo teve imensa dificuldade de se reerguer das polêmicas e acusações causadas por Naturi. Como uma dupla, Kiely e Adrienne lançaram álbum natalino "Naughty or Nice", também com desempenhos e vendas fracas. 
Entre 2002 e 2003, o grupo ganhou uma nova terceira integrante, Jessica Benson. Novamente como trio, o grupo continuou fazendo shows e apresentações mas todos seus projetos musicais foram engavetados, com exceção de algumas contribuições para trilhas sonoras e o single "Feelin' You", parceria com Jermani Dupri de 2006, que acabou se tornando o último trabalho do grupo.

### 2002-2008: The Cheetah Girls
Ainda em 2002, Kiely e Adrienne fizeram testes e foram chamadas para atuar no musical "The Cheetah Girls" de 2003, um musical do Disney Channel inspirado em uma série de livros que contava a história de um girl group multi-étnico tentando ter sucesso no mundo da música. Kiely deu vida a Aqua Walker ao lado das outras protagonistas Adrienne Bailon, Sabrina Bryan e Raven-Symoné. O telefilme rendeu 6,5 milhões de espectadores só na estréia (a maior audiência do canal até então) e mesmo sem turnê ou performances de divulgação, sua trilha sonora vendeu mais de 2 milhões de cópias, ganhando certificado de platina dupla se tornando a 2ª trilha sonora mais bem-sucedida de 2004 (Perdendo apenas para a trilha do filme "Shrek"). Com o notável sucesso, a Disney investiu nas The Cheetah Girls e resolveu trazer o grupo para a vida real, com Kiely, Adrienne e Sabrina, uma vez que Raven decidiu não se envolver musicalmente com o grupo.
Depois de algumas contribuições para coletâneas e trilhas de filmes da Disney, as Cheetah Girls lançaram, em 2005, seu primeiro álbum, o Cheetah-licious Christmas. As 13 faixas que o CD trazia seguiam a temática natalina, sendo essas canções clássicas ou inéditas. Depois de sua primeira turnê, também nomeada "Cheetah-Licious Christmas", as Cheetah Girls gravaram mais um filme, dessa vez na Espanha. The Cheetah Girls 2 foi o filme mais bem sucedido da trilogia, rendendo cerca de 1,5 milhão de cópias vendidas da trilha sonora, 8,1 milhões de espectadores só na estréia (batendo o record do sucesso High School Musical) e a turnê The Party's Just Begun.
Foi também em 2006, no começo do ano, que as 3LW fizeram seu último trabalho em conjunto. Elas lançaram o single Feelin' You e gravaram a faixa Bout It pro filme Step Up. As meninas planejavam lançar um álbum de inéditas, mas acabaram sendo demitidas da gravadora e Kiely, juntamente com Adrienne, se dedicou apenas às Cheetah Girls.

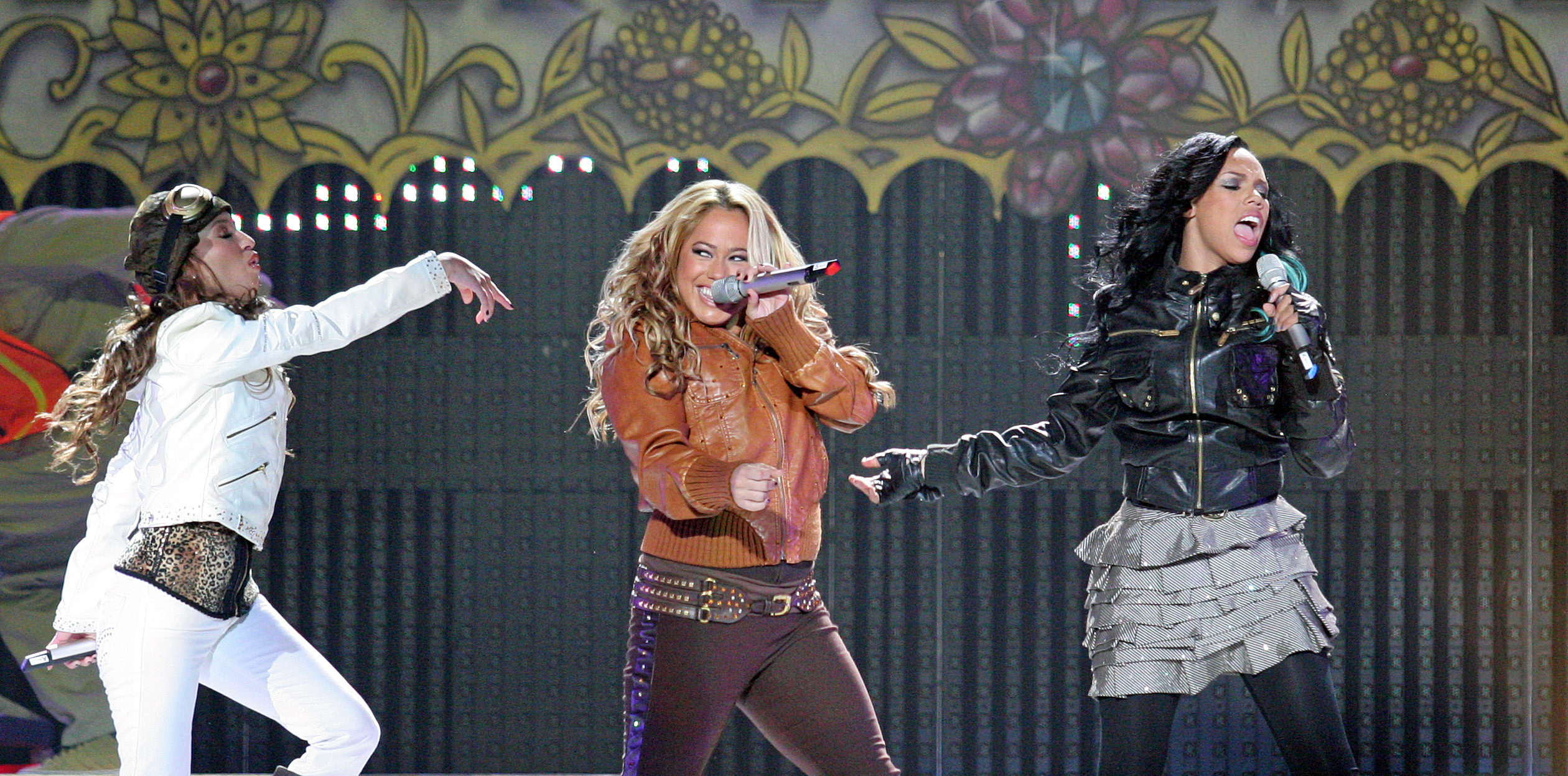
Kiely (na direita) com as Cheetah Girls, em um show no fim de 2008.

 O álbum TCG foi o primeiro álbum oficial do grupo, já que anteriormente elas só haviam gravado trilhas sonoras e um álbum natalino. O disco, lançado em 2007 pela Hollywood Records trazia canções mais maduras e composições das próprias meninas, em destaque estava "Homesick", que Kiely compôs sozinha durante uma turnê de shows de mais de 6 meses seguidos que fez com as Cheetahs entre 2006 e 2007. O álbum rendeu o single "Fuego" que alcançou a 27ª posição do chart de Dance Club Plays da Billboard.
O filme The Cheetah Girls: One World, gravado e lançado em 2008, viria a ser o último da trilogia e finalizaria a carreira das Cheetah Girls como um grupo. O musical mostrava uma aventura das Cheetah Girls na Índia, mostrando um pouco do universo de Bollywood. Para a trilha desse filme, Kiely gravou sua primeira música solo, chamada "Circle Game". Depois de uma turnê de quase 50 datas, o contrato com a Disney acabou e não foi renovado, levando o grupo ao seu fim no início de 2009.

### 2009-2011: projetos solo e "Spectacular"
Ainda em 2008, Kiely estreou seu primeiro filme cinematográfico e seu primeiro papel sem relação com as Cheetah Girls, que foi a tímida Lily, do filme The House Bunny. Kiely ainda participou da canção "I Know What Boys Like", de Katharine McPhee, para trilha sonora de The House Bunny.
Com o fim das Cheetah Girls, no início de 2009, Kiely decidiu seguir sua carreira solo, não só como cantora, mas também como atriz. Desde o fim do grupo, Kiely atuou nos filmes "Stomp The Yard 2", "Elle: A Modern Cinderella Tale" e "Holla II", sendo protagonista deste último.
Kiely filmou em novembro de 2008 seu primeiro clipe, para a música "Make Me A Drink". A música seria seu primeiro single e um trecho de 30 segundos do clipe foi divulgado na Internet em meados de 2009. Mas Kiely surpreendeu ao deixar "Make Me A Drink" de lado e anunciar a canção "Spectacular".
"Spectacular" é uma canção pop que conta explicita e agressivamente a história de uma menina que saiu, ficou bêbada e fez sexo com um estranho. O clipe, lançado em abril de 2010, gerou muitas críticas à Kiely e ao single. Desde então, Kiely engavetou o projeto de seu álbum e afastou-se gradativamente da indústria do entretenimento.

### 2011-presente: YouTube, "The Encore" e vida pessoal
Em 2011, Kiely começou a investir na internet. Além dos vídeos "Dear Kiely", onde ela respondia perguntas e recados de fãs enviados para seu website, Kiely desenvolveu e comandou o talk show "Dinner With Friends" no Youtube. O talk show acontecia semanalmente com uma série de amigos de Kiely, incluindo sua antiga companheira de grupo Sabrina Bryan. Ainda junto com Sabrina, ela lançou a produtora "Scene Girls" que lançou alguns outros projetos das duas no Youtube como "March Moms" de 2015 e "Bad Sex Wtih Good People" de 2016.
Kiely Williams se casou em dezembro de 2016 com Bryan Cox, ex-dançarino das Cheetah Girls, e deu a luz a sua primeira filha em março de 2018.
Com o passar dos anos, Kiely se afastou da mídia e se dedicou à sua vida pessoal e família. Só em 2021 ela voltou à TV com "BET Presents: The Encore," onde 9 ex-integrantes de girl group foram colocadas em uma casa para trabalharem juntas e, em 1 mês, gravarem um disco e prepararem um show.
Do reality saiu o grupo BluPrint, do qual Kiely fez parte junto com Shamari DeVoe, Farrah King e Felisha King. Elas lançaram um EP juntas e Kiely voltou novamente a se dedicar a sua família, pois logo deu a luz a sua segunda filha.

## Discografia

### Álbuns do 3LW
- 3LW (2000)
- A Girl Can Mack (2002)
- Naughty or Nice (2002)

### Álbuns das Cheetah Girls
- 2003: Cheetah Girls
- 2005: Cheetah-licious Christmas
- 2006: Cheetah Girls 2
- 2007: In Concert: The Party's Just Begun Tour
- 2007: TCG
- 2008: The Cheetah Girls: One World

### Álbuns com o BluPrint
- 2021: BluPrint [15]

### Solo

#### Canções solo
- 2008: "Circle Game" (para a trilha sonora de "The Cheetah Girls: Um Mundo")
- 2009: "Make Me A Drink" (não lançada oficialmente)
- 2010: "Spectacular"

## Filmografia
| Ano  | Título                                  | Personagem              | Tipo                      | Notas                                                |
| ---- | --------------------------------------- | ----------------------- | ------------------------- | ---------------------------------------------------- |
| 2001 | Taina                                   | Leah                    | Série de TV               | 1 episódio, com o 3LW                                |
| 2003 | As Feras da Música                      | Aquanetta "Aqua" Walker | Filme                     | Feito para TV                                        |
| 2006 | As Feras da Música 2                    | Aquanetta "Aqua" Walker | Filme                     | Feito para TV                                        |
| 2007 | Disney Channel Games 2007               | Ela mesma               | Série de TV/Realitty Show | Integrante da Equipe Azul                            |
| 2008 | The Suite Life of Zack and Cody         | Ela mesma               | Série de TV               | Apenas 1 episódio,com as Cheetah Girls e Chris Brown |
| 2008 | Road to The Cheetah Girls: One World    | Ela mesma               | Documentário/Série de TV  | Bastidores do filme The Cheetah Girls: One World     |
| 2008 | Disney Channel Games 2008               | Ela mesma               | Série de TV/Realitty Show | Capitã da Equipe Azul                                |
| 2008 | The Cheetah Girls: Um Mundo             | Aquanetta "Aqua" Walker | Filme                     | Feito para TV                                        |
| 2008 | The House Bunny                         | Lily                    | Filme                     | Uma das Zeta.                                        |
| 2008 | The Sisterhood of the Traveling Pants 2 | Yaffa Waitress          | Filme                     | Voz de fundo                                         |
| 2010 | Stomp the Yard 2: Homecoming            | Brenda                  | Filme                     |                                                      |
| 2010 | Elle: A Modern Cinderella Tale          | Kandi Kane              | Filme                     |                                                      |
| 2011 | Dinner With Friends                     | Ela mesma               | Talk show no Youtube      |                                                      |
| 2013 | Holla II                                | Monica                  | Filme                     |                                                      |
| 2015 | March Moms                              | Valeria "Val"           | Seriado no Youtube        |                                                      |
| 2017 | Celebrity Family Feud                   | Ela mesma               | Game show                 | Episódio "Boy band vs. Girl group"                   |
| 2017 | Bad Sex With Good People                | Jess                    | Seriado no Youtube        |                                                      |
| 2021 | BET Presents: The Encore                | Ela mesma               | Reality Show              |                                                      |